# Підв'язкова змія витончена
Підв'язкова змія витончена (Thamnophis elegans) — неотруйна змія з роду Підв'язкові змії родини Вужеві. Має 6 підвидів.

## Опис
Загальна довжина досягає 1—1,04 м. Досить велика, товста змія з кілеватою лускою. Орнамент вкрай різноманітний, але зазвичай є рельєфна смуга уздовж спини та 2 інші з боків. Тулуб між ними палевого кольору з плямами або білого забарвлення у цяточку.

## Спосіб життя
Полюбляє луки, світлі гаї, болотисті місцини, поля. Зустрічається на висоті майже 4000 м над рівнем моря. Гарно лазить, плаває. Харчується амфібіями та гризунами.
Це живородна змія. Самиця народжує від 4 до 15 дитинчат.

## Розповсюдження
Мешкає на більшій частині заходу США, південному заході Канади, у штаті Баха-Каліфорнія (Мексика).

## Підвиди
- Thamnophis elegans arizonae
- Thamnophis elegans elegans
- Thamnophis elegans errans
- Thamnophis elegans hueyi
- Thamnophis elegans vagrans
- Thamnophis elegans vascotanneri